# Konstantin Batyguine
Konstantin Iouriévitch Batyguine (en russe Константин Юрьевич Батыгин, Konstantin Yurievich Batygin selon la transcription anglophone), né le 23 mars 1986 à Moscou, en Russie alors soviétique, est un astronome russo-américain, professeur adjoint de sciences planétaires à l'Institut de technologie de Californie (Caltech). Il figure sur la liste 2015 des « 30 jeunes scientifiques de moins de 30 ans qui changent le monde » du magazine Forbes.

## Enfance
Konstantin Batyguine est né le 23 mars 1986 à Moscou, en Russie, de Iouri Konstantinovitch Batyguine et Galina Batyguina. En 1994, il quitte la Russie avec sa famille pour le Japon où son père, physicien, travaille pour l'institut de recherche scientifique RIKEN,. Il immigre aux États-Unis à l'âge de treize ans.

## Carrière
En janvier 2016, Konstantin Batygin et Michael E. Brown suggèrent l'existence d'une neuvième planète dans le Système solaire.

## Rock
Konstantine Batyguine est par ailleurs musicien de rock.